# Lepthyphantes dolichoskeles
Lepthyphantes dolichoskeles är en spindelart som beskrevs av Nikolaj Scharff 1990. Lepthyphantes dolichoskeles ingår i släktet Lepthyphantes och familjen täckvävarspindlar.
Artens utbredningsområde är Tanzania. Inga underarter finns listade i Catalogue of Life.